# Чанг и Енг Бункер
Чанг и Енг Бункер (енгл. Chang and Eng Bunker; Сијам, 11. мај 1811 — , 17. јануар 1874) су били близанци срасли левом, односно десном страном грудног коша. Рођени су у Сијаму (Тајланд) и од њих потиче назив сијамски близанци. Били су светска атракција и проживели су 63 године материјално осигурани зарадом од наступа у циркусима.